# Hoofdklasse (Schach) 1995/96
In der Hoofdklasse 1995/96 wurde die 73. niederländische Mannschaftsmeisterschaft im Schach ausgespielt. Es handelte sich gleichzeitig um die letzte Saison, in der die Spielklasse den Namen Hoofdklasse trug (ab der Saison 1996/97 wurde diese als Meesterklasse bezeichnet) und die erste von insgesamt elf Spielzeiten, in denen der Meister durch ein Play-off ermittelt wurde.
Zu den gemeldeten Mannschaftskader siehe Mannschaftskader der Hoofdklasse (Schach) 1995/96.

## Modus
Die 10 teilnehmenden Mannschaften spielten in der Vorrunde ein einfaches Rundenturnier. Die beiden Letzten stiegen in die Klasse 1 ab, die ersten Vier qualifizierten sich für das Play-off. Das Play-off wurde im K.-o.-System ausgetragen, es wurden alle vier Plätze ausgespielt.

## Spieltermine
Die Wettkämpfe der Vorrunde wurden ausgetragen am 23. September, 21. Oktober, 18. November, 16. Dezember 1995, 6. Januar, 3. Februar, 2. und 30. März und 20. April 1996. Die Play-off fanden am 16. und 17. Mai 1996 in Breda statt.

## Vorrunde
Schon vor der letzten Runde hatten Panfox/De Variant Breda und Van Berkel/BSG ihre Plätze im Play-off sicher, während der Titelverteidiger Cap Volmac Rotterdam, Hilversums Schaakgenootschap und SMB Nijmegen um die beiden letzten Play-off-Plätze stritten. Rotterdam sicherte sich seinen Platz durch einen Sieg gegen Hilversum, aber auch Hilversum zog noch ins Play-off ein, da Nijmegen nicht über ein Unentschieden herauskam. Aus der Klasse 1 hatten Philidor Leeuwarden und Utrecht den direkten Wiederaufstieg geschafft. Beide Aufsteiger erreichten den Klassenerhalt, während HWP Zaanstad und die zweite Mannschaft von Cap Volmac Rotterdam absteigen mussten.

### Abschlusstabelle
| Pl.  | Verein                                 | Sp | G | U | V | MP   | Brett-P.  |
| ---- | -------------------------------------- | -- | - | - | - | ---- | --------- |
| 01.  | Panfox/De Variant Breda                | 9  | 9 | 0 | 0 | 18:0 | 65,5:24,5 |
| 02.  | Van Berkel/BSG                         | 9  | 7 | 0 | 2 | 14:4 | 52,0:38,0 |
| 03.  | Cap Volmac Rotterdam I. Mannschaft (M) | 9  | 7 | 0 | 2 | 14:4 | 50,0:40,0 |
| 04.  | Hilversums Schaakgenootschap           | 9  | 5 | 1 | 3 | 11:7 | 58,0:32,0 |
| 05.  | SMB Nijmegen                           | 9  | 5 | 1 | 3 | 11:7 | 53,5:36,5 |
| 06.  | Philidor Leeuwarden (N)                | 9  | 3 | 2 | 4 | 8:10 | 45,0:45,0 |
| 07.  | Utrecht (N)                            | 9  | 3 | 1 | 5 | 7:11 | 38,5:51,5 |
| 08.  | SV Zukertort Amstelveen                | 9  | 2 | 1 | 6 | 5:13 | 39,5:50,5 |
| 09.  | HWP Zaanstad                           | 9  | 1 | 0 | 8 | 2:16 | 26,5:63,5 |
| 010. | Cap Volmac Rotterdam II. Mannschaft    | 9  | 0 | 0 | 9 | 0:18 | 21,5:68,5 |

### Entscheidungen
|     | Teilnehmer am Play-off: Panfox/De Variant Breda, Van Berkel/BSG, Cap Volmac Rotterdam I. Mannschaft, Hilversums Schaakgenootschap |
|     | Absteiger in die Klasse 1: HWP Zaanstad, Cap Volmac Rotterdam II. Mannschaft                                                      |
| (M) | Meister der letzten Saison |
| (N) | Aufsteiger der letzten Saison |

### Kreuztabelle
| Ergebnisse | Ergebnisse                          | 01. | 02. | 03. | 04. | 05. | 06. | 07. | 08. | 09. | 010. |
| ---------- | ----------------------------------- | --- | --- | --- | --- | --- | --- | --- | --- | --- | ---- |
| 01.        | Panfox/De Variant Breda             |     | 7   | 6½  | 5½  | 6   | 6   | 9   | 8   | 9   | 8½   |
| 02.        | Van Berkel/BSG                      | 3   |     | 3   | 5½  | 5½  | 6   | 6½  | 6½  | 7½  | 8½   |
| 03.        | Cap Volmac Rotterdam I. Mannschaft  | 3½  | 7   |     | 6   | 3   | 6   | 6   | 5½  | 7   | 6    |
| 04.        | Hilversums Schaakgenootschap        | 4½  | 4½  | 4   |     | 6½  | 6½  | 8   | 5   | 10  | 9    |
| 05.        | SMB Nijmegen                        | 4   | 4½  | 7   | 3½  |     | 5   | 6½  | 7   | 7½  | 8½   |
| 06.        | Philidor Leeuwarden                 | 4   | 4   | 4   | 3½  | 5   |     | 5   | 6½  | 6½  | 6½   |
| 07.        | Utrecht                             | 1   | 3½  | 4   | 2   | 3½  | 5   |     | 6   | 6½  | 7    |
| 08.        | SV Zukertort Amstelveen             | 2   | 3½  | 4½  | 5   | 3   | 3½  | 4   |     | 5½  | 8½   |
| 09.        | HWP Zaanstad                        | 1   | 2½  | 3   | 0   | 2½  | 3½  | 3½  | 4½  |     | 6    |
| 10.        | Cap Volmac Rotterdam II. Mannschaft | 1½  | 1½  | 4   | 1   | 1½  | 3½  | 3   | 1½  | 4   |      |

## Play-off

### Übersicht
|  | Halbfinale                   | Halbfinale              |                              |    | Finale | Finale |
|  |                              |                         |                              |    |        |        |
|  | Hilversums Schaakgenootschap | 4½                      |                              |    |        |        |
|  | Panfox/De Variant Breda      | 5½                      |                              |    |        |        |
|  |                              |                         |                              |    |        |        |
|  |                              |                         |                              |    |        |        |
|  | Cap Volmac Rotterdam         | 4½                      |                              |    |        |        |
|  |                              | Panfox/De Variant Breda | 5½                           |    |        |        |
|  |                              |                         |                              |    |        |        |
|  | 3. Platz                     |                         |                              |    |        |        |
|  |                              |                         | Van Berkel/BSG               | 2½ |        |        |
|  | Van Berkel/BSG               | 5 (25)                  | Hilversums Schaakgenootschap | 7½ |        |        |
|  | Cap Volmac Rotterdam         | 5 (30)                  |                              |    |        |        |

### Halbfinale
Im Halbfinale trafen in einem Wettkampf der Vorrunde-Vierte Hilversum auf den Vorrunden-Sieger Breda und im anderen Wettkampf mit Bussum und Rotterdam der Zweite und Dritte der Vorrunde aufeinander. Beide Wettkämpfe sahen knappe Entscheidungen, Breda gewann ebenso wie in der Vorrunde mit 5½:4½, während der Wettkampf zwischen Bussum und Rotterdam 5:5 endete und Rotterdam aufgrund der besseren Berliner Wertung ins Finale einzog.
| Hilversum SG         | Panfox/De Variant Breda | Ergebnis |
| -------------------- | ----------------------- | -------- |
| Ljubomir Ljubojević  | Ivan Sokolov            | ½:½      |
| Ian Rogers           | John van der Wiel       | ½:½      |
| Yona Kosashvili      | Loek van Wely           | ½:½      |
| Paul van der Sterren | Julian Hodgson          | 1:0      |
| Friso Nijboer        | Michail Gurewitsch      | 0:1      |
| Joris Brenninkmeijer | Albert Blees            | ½:½      |
| Zsófia Polgár        | Gert-Jan de Boer        | 1:0      |
| Rudy Douven          | Marinus Kuijf           | ½:½      |
| Leon Pliester        | Martin Martens          | 0:1      |
| Paul Boersma         | Manuel Bosboom          | 0:1      |

| Van Berkel/BSG       | Cap Volmac Rotterdam | Ergebnis |
| -------------------- | -------------------- | -------- |
| Igor Glek            | Jeroen Piket         | 0:1      |
| Li Riemersma         | Jonathan Speelman    | 0:1      |
| Alexei Barsov        | Lembit Oll           | 1:0      |
| Erik van den Doel    | Luc Winants          | ½:½      |
| Kick Langeweg        | Hans Ree             | ½:½      |
| Marcel Peek          | Michiel Bosman       | 1:0      |
| Robert Timmer        | Hans Böhm            | ½:½      |
| Henk van der Poel    | Jaap de Jager        | 1:0      |
| Alan van der Heijden | Marcel Piket         | 0:1      |
| Johan Booij          | Fred van der Vliet   | ½:½      |

### Finale und Spiel um Platz 3
Während sich im Spiel um Platz 3 Hilversum mit einem 7½:2½ deutlich für die Niederlage in der Vorrunde revanchieren konnte, fiel die Entscheidung im Finale knapp aus. Mit einem 5½:4½ gelang es Breda, den Titelverteidiger aus Rotterdam zu entthronen. 
| Cap Volmac Rotterdam | Panfox/De Variant Breda | Ergebnis |
| -------------------- | ----------------------- | -------- |
| Lembit Oll           | Ivan Sokolov            | ½:½      |
| Jeroen Piket         | Loek van Wely           | ½:½      |
| Luc Winants          | Julian Hodgson          | 0:1      |
| Hans Böhm            | Marinus Kuijf           | ½:½      |
| Jonathan Speelman    | Michail Gurewitsch      | 1:0      |
| Hans Ree             | Manuel Bosboom          | 1:0      |
| Jaap de Jager        | John van der Wiel       | 0:1      |
| Fred van der Vliet   | Martin Martens          | 0:1      |
| Michiel Bosman       | Albert Blees            | ½:½      |
| Marcel Piket         | Erik Knoppert           | ½:½      |

| Van Berkel/BSG       | Hilversums SG        | Ergebnis |
| -------------------- | -------------------- | -------- |
| Igor Glek            | Ljubomir Ljubojević  | ½:½      |
| Alexei Barsov        | Ian Rogers           | 0:1      |
| Erik van den Doel    | Yona Kosashvili      | 0:1      |
| Li Riemersma         | Paul van der Sterren | 0:1      |
| Robert Timmer        | Friso Nijboer        | ½:½      |
| Marcel Peek          | Joris Brenninkmeijer | 0:1      |
| Kick Langeweg        | Zsófia Polgár        | ½:½      |
| Henk van der Poel    | Rudy Douven          | 0:1      |
| Tom de Ruiter        | Henk Vedder          | ½:½      |
| Alan van der Heijden | Richard Meulders     | ½:½      |

### Entscheidungen
|  | Niederländischer Mannschaftsmeister: Panfox/De Variant Breda |

## Die Meistermannschaft
| 1.            | Panfox/De Variant Breda |
| Schachfiguren | Michael Adams, Ivan Sokolov, Julian Hodgson, Michail Gurewitsch, Loek van Wely, John van der Wiel, Marinus Kuijf, Frans Cuijpers, Manuel Bosboom, Albert Blees, Gert-Jan de Boer, Martin Martens, Erik Knoppert, Herman Grooten, Jop Delemarre, John Schell, Wilbert Surewaard. |